# Crystal Waters
Crystal Waters er en dance/pop-sangerinde og sangskriver fra USA.

## Diskografi
- Surprise (1991)
- Storyteller (1994)
- Crystal waters (1997)